# Confio em Ti
Confio em Ti é o segundo álbum de estúdio do cantor brasileiro Davi Sacer, lançado pela gravadora Art Gospel em setembro de 2010, sendo seu primeiro após sair da banda Trazendo a Arca.
Com composições, em maioria, assinadas por Davi Fernandes, Renato Cesar e Jill Viegas, o álbum conteve catorze canções, nove delas produzidas pelo tecladista Kleyton Martins e cinco assinadas pelo baixista Marcos Natto. Além disso, o projeto também trouxe uma composição assinada pelo cantor ao lado de Ronald Fonseca e Deco Rodrigues, ambos do Trazendo a Arca, chamada "Oração com Fé". Algumas das faixas do projeto foram regravadas no primeiro álbum ao vivo do cantor, No Caminho do Milagre.
Vendeu mais de oitenta mil cópias no Brasil, e em 2011, o álbum foi indicado a Melhor CD e a canção "Confio em Ti" como Melhor música no Troféu Promessas.

## Antecedentes
Após lançar seu álbum de estreia, Deus não Falhará, Davi Sacer passou a se apresentar como artista solo ocasionalmente, mas manteve suas atuações com o Trazendo a Arca de forma prioritária. O álbum seguinte da banda, Pra Tocar no Manto, por outro lado, teve pouca participação criativa do cantor, que assinou como compositor apenas em três músicas. Em compensação, Sacer foi o líder criativo de Salmos e Cânticos Espirituais, lançado no final de 2009.
No final de 2009, questões artísticas e pessoais começaram a fazer parte da vida de Davi Sacer. O cantor passou o ano participando de outros projetos com artistas e bandas como Regis Danese e Apocalipse 16, enquanto os processos judiciais contra o Toque no Altar foram encerrados após um perdão entre ambas as partes. Com isso, Sacer e Luiz Arcanjo passaram a ser os detentores da marca Toque no Altar, enquanto Davi e Verônica Sacer aproveitaram para frequentar cultos no Ministério Apascentar. A reaproximação com a antiga igreja fez com que Sacer começasse a cogitar um retorno definitivo à instituição. Em abril de 2010, decidido, Davi concluiu que deixaria o Trazendo a Arca e, em carreira solo, voltaria a ser um membro do Ministério Apascentar.
Em entrevista ao Super Gospel em 2011, Sacer disse que tinha se arrependido pelos conflitos que tinha se envolvido publicamente em 2007 com a saída da igreja:
Sim, depois destas experiências, ficou claro para mim que não devemos nunca decidir algo sobre pressão ou conflito. Com certeza, se fosse hoje, eu agiria de uma forma sensata e não teria saído do Ministério Apascentar. Eu e minha esposa Verônica lidamos com isto com oração e tendo sempre em mente que a vontade de Deus sempre seria nossa opção.
Após sair do Trazendo a Arca, Sacer começou a se apresentar com o repertório do álbum Deus não Falhará ao lado de músicas do Trazendo a Arca. Em seguida, com o objetivo de recomeçar a carreira artística, logo partiu para a gravação de um disco inédito. Sobre as dificuldades de estabelecer uma nova carreira, o músico disse que "a imagem que as pessoas tinham ao meu respeito sempre foi vinculada ao Toque no Altar ou ao Trazendo a Arca".

## Gravação
Apesar de deixar o Trazendo a Arca, Sacer chegou a gravar uma canção com co-autoria de seus ex-colegas de banda Deco Rodrigues e Ronald Fonseca, chamada "Oração com Fé". Por outro lado, o cantor gravou várias canções de outros compositores, como Davi Fernandes e Jill Viegas, ação que se tornaria recorrente em sua carreira solo.
Originalmente, "Essência" seria a faixa-título do álbum. No entanto, "Confio em Ti" acabou sendo a canção definitiva.
O álbum manteve características técnicas que Sacer fez no Trazendo a Arca, com faixas gravadas em estúdio com captações posteriores ao vivo. Para Confio em Ti, o músico fez captações no Ministério Apascentar de Nova Iguaçu. O músico Val Martins ficou responsável pela masterização.

## Projeto gráfico
O projeto gráfico de Confio em Ti foi elaborado pelo designer e fotógrafo Alex Mendes. A imagem da capa do álbum, que apresenta Davi Sacer em um show, foi originalmente fotografada em 2007 e também esteve presente no encarte do álbum Marca da Promessa, do Trazendo a Arca, cujas fotografias também são de Mendes.

## Lançamento e recepção
| Críticas profissionais | Críticas profissionais |
| Avaliações da crítica  | Avaliações da crítica  |
| Fonte                  | Avaliação              |
| ---------------------- | ---------------------- |
| O Propagador           | [ 15 ]                 |
| Super Gospel           | (favorável)            |

Confio em Ti foi lançado em setembro de 2010 pela gravadora Art Gospel e recebeu avaliações favoráveis da mídia especializada. Em texto de Jhonata Cardoso para o Super Gospel, o projeto foi classificado como "mais um CD que marca o amadurecimento" do músico. Com cotação de 4 estrelas de 5, o guia discográfico do O Propagador afirma que "o primeiro álbum de Sacer fora do TA é dentro de sua zona de conforto e potencialmente popular".

## Faixas
A seguir lista-se as faixas, compositores e durações de cada canção de Confio em Ti, segundo o encarte do disco.
| N.º            | Título            | Compositor(es)                      | Duração |  |
| 1.             | "Tu És Bem-Vindo" | Davi Sacer                          | 2:22    |  |
| 2.             | "Festa"           | Davi Fernandes Jill Viegas Sacer    | 4:56    |  |
| 3.             | "Te Amo Jesus"    | Sacer                               | 5:44    |  |
| 4.             | "Bem Supremo"     | Livingston Farias                   | 5:08    |  |
| 5.             | "Confio em Ti"    | Fernandes Renato Cesar              | 6:08    |  |
| 6.             | "Minha Herança"   | Fernandes Cesar André Loures        | 4:46    |  |
| 7.             | "Essência"        | Fernandes Cesar                     | 6:19    |  |
| 8.             | "Maior Tesouro"   | Sacer                               | 5:07    |  |
| 9.             | "Perto de Ti"     | Fernandes Cesar Sacer               | 5:39    |  |
| 10.            | "Vim Orar"        | Fernandes Cesar                     | 4:25    |  |
| 11.            | "Com Meu Deus"    | Cristiano Gelado Sacer              | 5:42    |  |
| 12.            | "Tu És Poderoso"  | Cristiano Gelado Sacer              | 5:40    |  |
| 13.            | "Oração com Fé"   | Sacer Ronald Fonseca Deco Rodrigues | 5:00    |  |
| 14.            | "Santo Como Tu"   | Sacer                               | 4:19    |  |
| Duração total: | Duração total:    | Duração total:                      | 71:22   |  |

## Ficha técnica
A seguir estão listados os músicos e técnicos envolvidos na produção de Confio em Ti:
- Davi Sacer – vocais
- Verônica Sacer – vocais
- Kleyton Martins – produção musical, arranjos, teclado
- Marcos Natto – produção musical, arranjos, baixo
- Sidão Pires – bateria
- Deivisson Baketa – guitarra e violão
- Gilmar Moraes – teclado
- Tavinho Meneses – violão
- Priscila Rodrigues – vocal de apoio
- Vânia Lima – vocal de apoio
- Dennis Cabral – vocal de apoio
- Rafael Novarine – vocal de apoio
- Adiel Ferreira – vocal de apoio
- Josué Lopes – metais
- Elias Correia – metais
- José Oliveira – metais
- Robson Rocha – violino
- Milton Junior – violino
- Guilherme Sotero – violino
- Aramis Rocha – violino
- Edmur Mello – viola
- Deni Rocha – cello
- Daniel Pires – viola

Equipe técnica
- Anderson – técnico, mixagem
- Marcello – técnico
- Zé Vitor – captação de voz
- Marcel Almeida – captação de voz
- Val Martins – masterização

Projeto gráfico
- Alex Mendes – fotografia, design
- Eliseu Soares – fotografia